# Poppell
Poppell was een Nederlands merk van gasaanstekers, opgericht in 1957 door de gebroeders Albert en Arnold van Poppel in Utrecht. De bedrijfsnaam Poppell is geïnspireerd op hun achternaam.
Albert van Poppel was sigarenhandelaar van beroep in Arnhem en ontwikkelde in 1957 met Anton Breman het idee voor een eenvoudige navulbare gasaansteker. In de Utrechtse schilderwerkplaats van zijn broer Arnold produceerden de twee broers de eerste aanstekers, maar technische problemen voorkwamen dat de aansteker meteen een succes werd. Nadat de problemen waren opgelost volgde in september 1958 alsnog een succesvolle introductie op de Jaarbeurs van Utrecht, waarna de bestellingen binnenstroomden.
De aansteker was de eerste betaalbare navulbare gasaansteker in Nederland en kostte destijds f 10,-. De aansteker was innovatief vanwege de verwisselbare gastank en de ontsteker in de sluitdop.
In 1962 werd een fabriek geopend in Assen. De introductie van de wegwerpaansteker drukte de navulbare variant inmiddels steeds meer van de markt. Albert van Poppel was overigens al snel uit het bedrijf gestapt en liet het over aan broer Arnold, diens zoon Harry en Anton Breman.
In de jaren 1970 kregen het bedrijf en de Amerikaanse importeur van Poppell aanstekers General Cigar te maken met de Amerikaanse commissie voor veilige consumptieartikelen. Er zouden circa 110 gevallen zijn geweest waarbij een te grote vlam persoonlijke en materiële schade had aangericht. De importeur had meermaals een schadevergoeding moeten betalen. De commissie legde naar aanleiding van deze gegevens een verkoopverbod in Amerika op voor de Poppell-aanstekers.
Begin jaren 1980 werd de fabriek verkocht aan de Zweedse onderneming Swedish Match. 